# 勒库夫朗斯
勒库夫朗斯（法語：Recouvrance，法語發音：[ʁəkuvʁɑ̃s]）是法国勃艮第-弗朗什-孔泰大区贝尔福地区省的一个市镇，属于贝尔福区。

## 地理
勒库夫朗斯（47°34'27"N, 6°58'52"E）面积1.5 平方千米，位于法国勃艮第-弗朗什-孔泰大區贝尔福地区省，该省份为法国东北部内陆省份，东临上莱茵省，北起孚日省，西接上索恩省，南与杜省和瑞士接壤。
与勒库夫朗斯接壤的市镇（或旧市镇、城区）包括：格罗讷、布勒博特、弗鲁瓦德方丹。
勒库夫朗斯的时区为UTC+01:00、UTC+02:00（夏令时）。

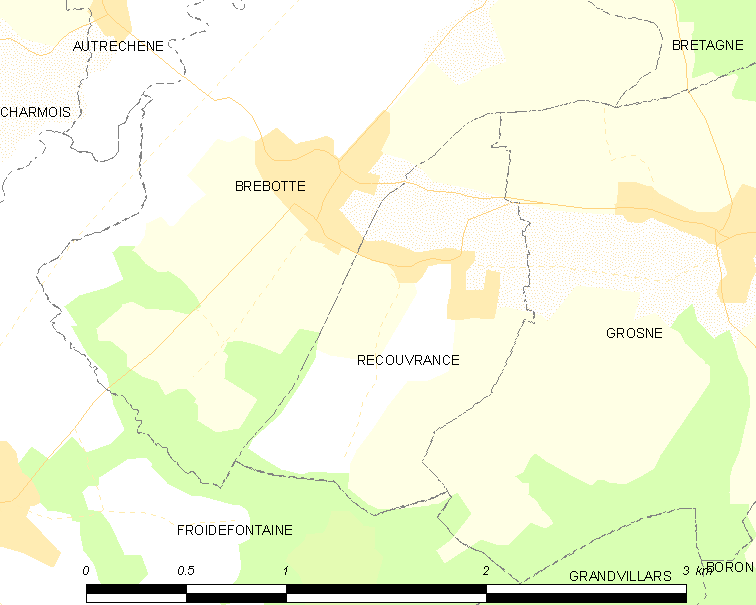
勒库夫朗斯的OSM定位图

## 行政
勒库夫朗斯的邮政编码为90140，INSEE市镇编码为90083。

## 政治
勒库夫朗斯所属的省级选区为格朗维拉尔县。

## 人口

1962-2008年间勒库夫朗斯人口变化图示

勒库夫朗斯于2022年1月1日时的人口数量为144人。